# Пјер Луј де Моперти
Пјер-Луј Моро де Моперти (фр. Pierre-Louis Moreau de Maupertuis; Сен-Мело, 17. јул 1698 — Базел, 27. јул 1759) је био француски научник и филозоф. Рођен је у Сен-Мелоу у Бретањи. Изабран 1723. за члана француске Академије наука (а Краљевског друштва 1728). Моперти је прво постао познат по свом раду у геометрији. Експедиција коју је 1736. водио у Лапонију, а чији је циљ био мерење степена меридијана у близини северног пола, помогла је да се коначно докаже да је Земља обли сфероид. Увео је Њутнову теорију у Француску, постајући тако водећи експонент међу филозофима присталицама експериментализма, за разлику од тада у науци свеприсутног дедуктивног метода који је повезан са картезијанском традицијом. Године 1744. Фридрих II Велики га је замолио да реорганизује Берлинску академију наука, а касније га је поставио за њеног председника (1746—1759). Остатак његове каријере је био у тесној вези са активностима академије која је прерасла у важно истраживачко средиште захваљујући његовим напорима.

## Биографија
Моперти је рођен у Сент-Малу, Француска, у умерено богатој породици трговаца-корсара. Његов отац, Рене, био је укључен у бројна предузећа која су била централна за монархију, тако да је напредовао друштвено и политички. Сина је школовао у математици код приватног учитеља, Николе Гинеа, а по завршетку формалног образовања отац му је обезбедио углавном почасну коњичку службу. После три године у коњици, током којих је упознао модерне друштвене и математичке кругове, преселио се у Париз и почео да гради своју репутацију као математичар и књижевни дух. Године 1723, примљен је у Академију наука.
Његов рани математички рад се бавио контроверзом живе силе, за коју је Моперти развио и проширио рад Исака Њутна (чије теорије још нису биле широко прихваћене изван Енглеске) и заложио се против опадајуће картезијанске механике. Током 1730-их, облик Земље постао је жариште у борби између ривалских система механике. Моперти је, на основу свог излагања Њутна (уз помоћ свог ментора Јохана Бернулија) предвидео да би Земља требало да буде спљоштена, док је његов ривал Жак Касини измерио астрономски да буде издужена. Године 1736, Моперти је деловао као шеф Француске геодетске мисије коју је краљ Луј XV послао у Лапонију да измери дужину једног степена лука меридијана. Његови резултати, које је објавио у књизи која детаљно описује његове процедуре, у суштини су решили контроверзу у његову корист. Књига је укључивала авантуристичку причу о експедицији и приказ натписа Кајмајарви у Шведској. По повратку кући постао је члан скоро свих научних друштава Европе.

## Принцип најмање акције
Мопертијев чувени принцип најмање акције, који је без сумње допринео систематизацији механике, формулисан је у Recherche des loix du mouvement (1746) на следећи начин: „Када год се у природи деси нека промена, количина акције упослене у њену реализацију је увек најмања могућа“— „Количина акције је сразмерна производу масе тела, његовој брзини и пређеној раздаљини“. Међу узаврелим контроверзама које је изазвао овај појам, налази се и Самуел Кенигова нефер атрибуција принципа најмање акције Лајбницу, што је произвело скандалозну свађу и доживотно непријатељство између Мопертија и Волтера. Међутим, све то се показало ирелевантно за историјску вредност принципа који се прогресивно појаснио применама које је нашао у радовима Леонарда Ојлера, Жозефа Лагранжа, Вилијама Хамилтона, Хермана Лудвига фон Хелмхолца и других, коначно се јављајући као основни концепт у математичкој анализи динамичких система.

### Космолошки аргумент
У Essai de cosmologie (1750), Моперти је проширио принцип најмање акције на надуго и нашироко дебатоване проблеме теодицеје нудећи компромисно решење, на пола пута између радикалног антифинализма савремених материјалиста и наивног финализма оних који су видели Божију мудрост у свакој манифестацији дизајна у природи, тривијалну или самоконтрадикторну, међутим. Тврдећи да је једна актуелна математичка једначина показала Божију регулацију природе кроз оскудност кинетичких средстава упослених у сва физичка дешавања, Моперти је успео да пружи оригиналну и наизглед научну верзију космолошког аргумента. Али, његова претпоставка да постоји нека логичка потреба за постојање механичких закона, што је било конзистентно са примером Рене Декарта и Лајбница, типификовала је рационалистички став који је, иако преовладаваајући у то време, већ био поткопан од стране оних који су, попут Хјума, наводили једино емпиријску потребу за физичку узрочност. Иако је неповерење у метафизичо резоновање, Мопертија довело до тога да представи свој космолошки аргумент, не као нешто сигурно доказано, него само као нешто најбоље што је несавршени људски интелект био способан у то време, показао се мање прихватљивим него довитљивим, посебно јер је афирмисан без довољно обзира, било на епистемолошке потешкоће са којима са срео, било на могуће нетеолошке интерпретације свог минималног суштинског концепта. Долазећи касно у струји мисли која је требало да доведе до нових оријентација у филозофији, Essai de cosmologie је имао врло ограничен историјски утицај. У ствари, у облику у којем је ослобођен од телеолошких значења, је како је принцип најмање акције извршио свој значајан утицај на развој науке математичке физике.

## Биологија као основа студије структуре материје
Друга наука, биологија, инспирисала је Мопертијев следећи велики рад настао 1751. године, Dissertatio Inauguralis Metaphysica de Universali Naturae Systemate (познат као Système de la nature). Студија проблема наслеђивања је довела Мопертија до тога да одбаци тада преовладавајућу доктрину преформације и да уместо ње користи теорију епигенезе употребивши закон атракције. Међутим убрзо је нашао да је ова теорија неадекватна, одустајући од покушаја дефинисања порекла и природе живота на механистички начин. Према томе, у Dissertatio Inauguralis, покушао је да објасни формирање живих ствари мислећи да су све појединачне елементарне честице материје сразмерно обдарене степеном жеље, одбојности и памћења, чијом комбинацијом се формирају органске јединке.
Ово схватање, не мање него што је случај са принципом најмање акције, открива позадину Лајбницовог утицаја у Мопертијевој мисли, упркос критикама које је сам имао на рачун Лајбницове метафизике. Истина је, међутим, да Моперти није дао метафизички статус монадама својих опажајних честица, него, уместо тога, представио их је као део једне опште биолошке хипотезе, постављајући у елементарну коегзистенцију физичке и психичке особине природе које се позивају на заједничку, а у исто време непојмљиву супстанцу. Према томе, филозофска база Мопертијевог биолошког теоретисања се може описати или као једна врста атомистичког дуализма или као корпускуларни психизам, уз подршку феноменолошког склада између материје и њених претпоставаљених психичких квалитета. Те идеје је, у материјалистичком смислу, погрешно схватио Дени Дидро, индиректно доприносећи евентуалном успеху натурализма у биологији. Пошто је Мопертијева метабиолошка концепција требало да објасни трансформисање различитих врста путем процеса генетске мутације, и у том смислу, она се такође преклопила са битном струјом еволуционистичке спекулације која се у Француској развијала око 1750. године.

## Епистемологија
О Мопертијевим епистемолошким ставовима се може судити кроз велики број његових списа. Иако се, као и већина филозофа тог времена, сложио са Локом у тврдњи да је сензација извор свих наших знања, његова позиција је била знатно софистициранија, највероватније због сусрета са Берклијевом критиком. Ако ова критика није била довољна да га приволи ка субјективизму, Моперти је постао уверен да искуство не нуди више од неповезаних фрагмената феноменалистичке стварности и да је претпостављена супстанца која у уму изазива перцепције, а која је когнитивно усмерена ка природом свету, још увек изван могућности објективног дефинисања. Моперти је чак и доказима из математике приписао, не неку суштинску веродостојност тог знања, него чињеницу да се базирају на понављању (réplicabilité) одређених једноставних идеја које се састоје од идентичних јединица, апстрахујући се из хетерогене целине чулних утисака. У истом духу, Réflexions philosophiques sur l’origine des langues et la signification des mots (1748), поставља једнако кључно питање лингвистичких доживљаја чулног искуства, што научно резоновање не може у потпуности да избегне.

## Етика
Мопертијев излет у етику, Essai de philosophie morale (1749), је један веома амбициозан покушај помирења стоичких, епикурејских и хришћанских учења, чији је резултат један еклектичан поглед који карактерише сопствени песимизам аутора када су у питању шансе за постизање људске среће. Ипак, понудио је рани пример примене аритметике на проблем среће, где се, преко аналогије са статиком, покушава представити једначине једног „хедонистичког калкулуса“.

## Главни радови
- La Figure de la Terre, déterminée par les Observations de Messieurs Maupertuis, Clairaut, Camus, Le Monnier & de M. l’Abbé Outhier, accompagnés de M. Celsius. (1738) link from Gallica
- Réflexions philosophiques sur l'origine des langues et la signification des mots, (1740), read online.
- Discours sur la parallaxe de la lune (1741)
- Discours sur la figure des astres[4] (1742)
- Eléments de la géographie (1742)
- Lettre sur la comète de 1742 (1742)
- Astronomie nautique : ou Elémens d'astronomie , tant pour un observatoire fixe, que pour un observatoire mobile, (1743), link to Gallicia
- Accord de différentes loix de la nature qui avoient jusqu'ici paru incompatibles (1744, English translation)
- Vénus physique (1745)
- Les loix du mouvement et du repos déduites d'un principe metaphysique (1746, English translation)
- Essai de philosophie morale (1749) link from Gallica.
- Essai de Cosmologie (1750).
- Lettres. 1752. Није познато место издавања.
- Examen philosophique de la preuve de l’existence de Dieu. In Memoirs of the Berlin Academy of Sciences. 1756.
- Oeuvres. 4 vols. Lyons, 1756.
- [Opere] (на језику: француски). 3. Lyon: Jean-Marie Bruyset (1.). 1756.
- [Opere] (на језику: француски). 4. Lyon: Jean-Marie Bruyset (1.). 1756.